# Arphia granulata
Arphia granulata är en insektsart som beskrevs av Henri Saussure 1884. Arphia granulata ingår i släktet Arphia och familjen gräshoppor. Inga underarter finns listade i Catalogue of Life.